# 5799 Brewington
5799 Brewington è un asteroide della fascia principale. Scoperto nel 1980, presenta un'orbita caratterizzata da un semiasse maggiore pari a 2,6220094 UA e da un'eccentricità di 0,1723628, inclinata di 12,46251° rispetto all'eclittica. L'asteroide è dedicato all'astrofilo, ora astronomo, statunitense Howard J. Brewington.